# La Platjola (Sant Pol de Mar)
La Platjola és una petita cala urbana de la costa del Maresme, situada al municipi de Sant Pol de Mar (Maresme), entre la platja de les Escaletes i la platja del Morer. Té una longitud de 114 m i una amplada de 20 m de sorra gruixuda i fort pendent d'entrada a l'aigua. A l'estiu disposa de servei de socorrisme des del punt de vigilància del mirador.